# Falsoprosoplus
Falsoprosoplus is een kevergeslacht uit de familie van de boktorren (Cerambycidae). De wetenschappelijke naam van het geslacht werd voor het eerst geldig gepubliceerd in 1974 door Breuning.

## Soorten
Falsoprosoplus is monotypisch en omvat slechts de volgende soort:
- Falsoprosoplus luzonicus Breuning, 1974